# أورانغ أسلي
أورانغ أسلي هم السكان الأصليون ماليزيا، وأقدم سكان شبه الجزيرة الماليزية. ينقسم الأورانغ أسلي عِرقيًّا إلى ثلاث مجموعات، الجاكون التي يتكلم أفرادها لغة ملاوية قديمة، والسيمانغ والسينوي اللتين يتكلم أفرادهما اللغات المونية الخميرية.
يتوزع الأورانغ أسلي على 18 قبيلة صغيرة، ويشكلون معًا 0.5% من سكان ماليزيا. وكانوا في حِقبة الانتداب البريطاني مقصِدًا للحملات التبشيرية المسيحية، وللباحثين في مجال الأنثروبولوجيا، إلا أنه منذ عام 1961 وضع النظام الماليزي سياسات تهدف إلى دمجهم في المجتمع الماليزي الواسع.
رسميًّا هناك 18 من قبائل أورانغ أسلي، مصنَّفة تحت ثلاث مجموعات رئيسة وفقًا للغاتهم وعاداتهم المختلفة:
1. السيمانغ (أو النيغريتو)، تقتصر عمومًا على الجزء الشمالي من شبه الجزيرة.
2. السينوي، للمقيمين في المنطقة الوسطى.
3. البروتو-مالاي، للمقيمين في المنطقة الجنوبية.

## التسمية
تعني أورانغ أسلي بالملايوية «السكان الأصليون»، واعتمدته الحكومة الماليزية رسميًّا عام 1960.

## التركيبة السكانية
بلغ تعداد الأورانغ أسلي في عام 2000 قرابة 148,000 نسمة، بنسبة 0.5% من السكان في ماليزيا. وتُعَد السينوي أكبر مجموعاتها إذ تبلغ قرابة 54% من جميع أفرادها، تليها الجاكون بنسبة 43% ثم السيمانغ بنسبة 3% فقط.
ويعيش 76.9% من الأورانغ أسلي تحت خط الفقر، وصنفت دائرة الإحصاء الماليزية 35.2% منهم «فقير جدًّا». ويسكن معظمهم في المناطق الريفية، فيما انتقل قسم منهم للعيش في المدن. بلغت نسبة من يجيدون القراءة والكتابة منهم عام 1991 قرابة 43% فيما كان المعدَّل الوطني 86% آنذاك. ومتوسط العمر بين الأفراد 53 سنة (52 للرجال، و54 للنساء)، أما معدل وَفَيات الرضَّع فعالية على نحو ملحوظ، إذ تبلغ 51.7 حالة موت بين كل 1000 ولادة.